# Bojan Žalec
Bojan Žalec, slovenski filozof, * 15. marec 1966, Ljubljana.
Magistriral je leta 1996; leta 1999 pa doktoriral na temo »Realizem in reprezentacijska teorija duha«
Trenutno (2008/09) je raziskovalec in predavatelj na Teološki fakulteti v Ljubljani in na Oddelku za filozofijo Filozofske fakultete Univerze v Ljubljani. Zaradi izjemnih dosežkov je leta 2009 prejel tudi častni doktorat oddelka za anglistiko in amerikanistiko. Je redni član Evropske akademije znanosti in umetnosti v Salzburgu.

## Izbrana bibliografija:
Knjige:
- Reprezentacije: od pojavov k stvarnosti (Študentska založba, Claritas, Ljubljana, 1998)
- Spisi o Vebru (Študentska založba, Scripta, Ljubljana, 2002)
- Doseganje dobrega (Študentska založba, Claritas, Ljubljana, 2005)